# 철도원 (1956년 영화)
철도원(Il Ferroviere, The Railroad Man)은 이탈리아에서 제작된 피에트로 제르미 감독의 1956년 드라마 영화이다. 피에트로 제르미 등이 주연으로 출연하였고 카를로 폰티 등이 제작에 참여하였다.

## 내용
최신식 급행열차의 베테랑 기관사인 마르콧치(제르미)는 아내(노체)와 장남 마르첼로(페츠아리), 결혼한 장녀 줄리아(실비 코시나)와 막내아들 산드로(네볼라)가 있다. 산드로에게 있어서는 아버지가 큰 자랑이다. 그런데 어느날 마르콧치는 사람을 다치게 하여 구식 기관차의 승무원으로 격하당한다. 줄리아는 유산하고 남편과 별거한다. 장남은 가출하고, 때마침 스트라이크가 일어나자 마르콧치는 급행열차를 운전하고 싶은 마음에서 스트라이크를 막았으나 조합으로부터 추방당한다. 그는 술에 빠져 결국 병으로 눕게 된다. 그런데 줄리아는 친구의 중재로 또다시 남편의 품으로 돌아간다. 장남도 집으로 돌아온다. 기쁜 크리스마스날―그는 기타를 들으면서 죽는다. 며칠 후 산드로도 아버지의 뒤를 이어 죽게 되어 어머니가 지켜보는 가운데 집을 떠난다.

## 감상
<월경자(越境者)>(1948) 등 네오 리얼리즘의 감독이었던 제르미가 스스로 출연한 작품이다. 스트라이크라는 사회적 주제를 삽입하면서 일종의 홈 드라마로 엮은 것이며, 아버지와 아들의 애정을 짙게 묘사하는 등 1950년대 이탈리아영화의 하나의 형을 보이고 있다.

## 출연

### 주연
- 피에트로 제르미
- 루이자 델라 노크

### 조연
- 실바 코시나
- 사로 어지
- 카를로 기우프리
- 레나토 스페지알리
- 리카르도 가로네